# Ливингстон, Филип
Филип Ливингстон (англ. Philip Livingston; 15 января 1716 — 12 июня 1778) — американский коммерсант и государственный деятель. Потомок родовитой шотландской семьи, представитель американской политической династии, давшей США, в том числе, 1-го министра иностранных дел и 11-го госсекретаря. Младший брат Филипа — Уильям Ливингстон.
В 1754 году способствовал основанию Кингс-Колледжа (современный Колумбийский университет), в том же году был делегатом Олбанского конгресса. В 1775 году стал делегатом и президентом Нью-Йоркского провинциального конгресса и в том же году представлял провинцию Нью-Йорк на Первом Континентальном конгрессе, где настаивал на бойкоте британских товаров с целью вынудить Британию отменить Невыносимые законы. Был делегатом Второго Континентального конгресса и подписал Декларацию независимости США. Считается одним из отцов-основателей США.

### Статьи
- Robert W. Anthony. PHILIP LIVINGSTON—A TRIBUTE (англ.) // The Quarterly Journal of the New York State Historical Association. — Fenimore Art Museum, 1924. — Vol. 5, iss. 4. — P. 311—316.